# 崇仁街道
崇仁街道是中国湖北省武汉市硚口区下辖的一个街道。

## 行政区划
崇仁街道下辖牌楼社区、长堤社区、义烈社区、居仁社区、军工社区、尚义社区、爱国社区、兴隆社区、劳动社区。